# 13308 Melissamayne
13308 Melissamayne eller 1998 RL59 är en asteroid i huvudbältet som upptäcktes den 14 september 1998 av LINEAR i Socorro County, New Mexico. Den är uppkallad efter Melissa Mayne.
Asteroiden har en diameter på ungefär 4 kilometer och den tillhör asteroidgruppen Agnia.